# Trigonoptera fergussoni
Trigonoptera fergussoni är en skalbaggsart som beskrevs av Stefan von Breuning 1970. Trigonoptera fergussoni ingår i släktet Trigonoptera och familjen långhorningar. Inga underarter finns listade i Catalogue of Life.